# Condado de Walworth (Wisconsin)
El condado de Walworth (en inglés: Walworth County), fundado en 1836, es uno de 72 condados del estado estadounidense de Wisconsin. En el año 2008, el condado tenía una población de 93,759 habitantes y una densidad poblacional de 65 personas por km². La sede del condado es Elkhorn. El condado recibe su nombre en honor a Reuben Hyde Walworth.

## Geografía
Según la Oficina del Censo, el condado tiene un área total de 1,493 km², de la cual 1,438 km² es tierra y 55 km² (3.68%) es agua.

### Condados adyacentes
- Condado de Waukesha (noreste)
- Condado de Racine (este)
- Condado de Kenosha (este)
- Condado de McHenry, Illinois (sureste)
- Condado de Boone, Illinois (suroeste)
- Condado de Rock (oeste)
- Condado de Jefferson (noroeste)

## Demografía
| 1930   | 1970   | 1980   | 1990   | 2000   |
| ------ | ------ | ------ | ------ | ------ |
| 31.058 | 63.444 | 71.429 | 75.000 | 93.759 |

En el censo de 2000, había 93,759 personas, 34,522 hogares y 23,267 familias residiendo en el condado. La densidad poblacional era de 65 personas por km². En el 2000 había 43,783 unidades habitacionales en una densidad de 30 por km². La demografía del condado era de 94.49% blancos, 0,84% afroamericanos, 0.23% amerindios, 0.65% asiáticos, 0,03% isleños del Pacífico, 2.62% de otras razas y 1.14% de dos o más razas. 6.54% de la población era de origen hispano o latino de cualquier raza.

## Localidades

### Ciudades, villas y pueblos
- Bloomfield
- Burlington (parcial)
- Como
- Darien (pueblo)
- Darien
- Delavan (pueblo)
- Delavan
- Delavan Lake
- East Troy (pueblo)
- East Troy
- Elkhorn
- Fontana-on-Geneva Lake
- Geneva
- Genoa City (partial)
- La Grange
- Lafayette
- Lake Geneva
- Linn
- Lyons
- Mukwonago (parcial)
- Pell Lake
- Potter Lake
- Powers Lake
- Richmond
- Sharon (pueblo)
- Sharon
- Spring Prairie
- Sugar Creek
- Troy
- Walworth (pueblo)
- Walworth
- Whitewater (pueblo)
- Whitewater (parcial)
- Williams Bay

### Áreas no incorporadas
- Allen's Grove
- Honey Creek
- Springfield
- Troy Center
- Voree
- Zenda